# Equitazione ai Giochi della XXIV Olimpiade

## Medagliere
| Posizione | Paese          | Oro | Argento | Bronzo | Totale |
| --------- | -------------- | --- | ------- | ------ | ------ |
| 1         | Germania Ovest | 4   | 0       | 1      | 5      |
| 2         | Francia        | 1   | 1       | 1      | 3      |
| 3         | Nuova Zelanda  | 1   | 0       | 1      | 2      |
| 4         | Regno Unito    | 0   | 2       | 1      | 3      |
| 5         | Stati Uniti    | 0   | 2       | 0      | 1      |
| 6         | Svizzera       | 0   | 1       | 1      | 2      |
| 7         | Canada         | 0   | 0       | 1      | 1      |
| Totale    | Totale         | 6   | 6       | 6      | 18     |

## Risultati

### Dressage individuale
| Posizione | Atleta                   | Paese          | Punti |
| --------- | ------------------------ | -------------- | ----- |
|           | Nicole Uphoff            | Germania Ovest |       |
|           | Margit Otto-Crepin       | Francia        |       |
|           | Christine Stueckelberger | Svizzera       |       |

### Dressage a squadre
| Posizione | Paese          | Atleta                                                                          | Punti |
| --------- | -------------- | ------------------------------------------------------------------------------- | ----- |
|           | Germania Ovest | Reiner Klimke, Nicole Uphoff, Monica Theodorescu e Ann-Kathrin Linsenhoff       |       |
|           | Svizzera       | Otto Josef Hofer, Christine Stueckleberger, Daniel Ramseier e Samuel Schetzmann |       |
|           | Canada         | Cynthia Neale-Ishoy, Eva Pracht, Gina Smith e Ashley Nicoll                     |       |

### Salto ostacoli individuale
| Posizione | Atleta            | Paese          | Punti |
| --------- | ----------------- | -------------- | ----- |
|           | Pierre Durand Jr. | Francia        |       |
|           | Gregory Alan Best | Stati Uniti    |       |
|           | Karsten Huck      | Germania Ovest |       |

### Salto ostacoli a squadre
| Posizione | Paese          | Atleta                                                                    | Punti |
| --------- | -------------- | ------------------------------------------------------------------------- | ----- |
|           | Germania Ovest | Ludger Beerbaum, Wolfgang Brinkmann, Dirk Hafemeister e Frankie Sloothaak |       |
|           | Stati Uniti    | Gregory Alan Best, Lisa Ann Jacquin, Anne Kursinski e Joseph Fargis       |       |
|           | Francia        | Frédéric Cottier, Hubert Bourdy, Michel Robert e Pierre Durand Jr.        |       |

### Concorso completo individuale
| Posizione | Atleta        | Paese         | Punti |
| --------- | ------------- | ------------- | ----- |
|           | Mark Todd     | Nuova Zelanda |       |
|           | Ian Stark     | Regno Unito   |       |
|           | Virginia Leng | Regno Unito   |       |

### Concorso completo a squadre
| Posizione | Paese          | Atleta                                                                    | Punti |
| --------- | -------------- | ------------------------------------------------------------------------- | ----- |
|           | Germania Ovest | Claus Erhorn, Matthias Andreas Baumann, Thies Kaspareit e Ralf Ehrenbrink |       |
|           | Regno Unito    | Captain Mark Phillips, Karen Straker, Virginia Leng e Ian Stark           |       |
|           | Nuova Zelanda  | Mark Todd, Margaret Knighton, Andrew Bennie e Tinks Pottinger             |       |